# Hội đồng Giám hộ Iran
Hội đồng Giám hộ Iran (tiếng Ba Tư: شورای نگهبان, đã Latinh hoá: Shourā-ye Negahbān) là cơ quan giám sát hiến pháp, giám sát bầu cử của Iran, gồm 12 thành viên. Hội đồng Giám hộ nắm giữ quyền lực, ảnh hưởng đáng kể ở Iran.
Hội đồng Giám hộ có ba nhiệm vụ chính:
- xem xét luật do Quốc hội Iran thông qua;[3][4][5]
- giám sát bầu cử;[3][6] và
- xác nhận tư cách của ứng cử viên bầu cử địa phương, ứng cử viên nghị sĩ Quốc hội, ứng cử viên tổng thống và ứng cử viên thành viên Hội đồng chuyên gia.[3][6]

Hiến pháp Iran quy định Hội đồng Giám hộ gồm sáu faqih (chuyên gia về luật Hồi giáo) do Lãnh tụ Tối cao Iran bổ nhiệm và sáu luật gia do Quốc hội bầu ra trong số luật gia Hồi giáo do chánh án Iran đề cử.

## Quyền hạn

### Xem xét luật của Quốc hội
Quốc hội không được thực hiện quyền hạn nếu không có Hội đồng Giám hộ. Luật được Quốc hội thông qua phải được Hội đồng Giám hộ xác nhận là phù hợp với Hồi giáo và Hiến pháp chậm nhất là mười ngày kể từ ngày tiếp nhận.
Hiến pháp Iran quy định mọi văn bản pháp luật phải phù hợp với luật Hồi giáo. Việc xác nhận luật được Quốc hội thông qua phù hợp với Hồi giáo do quá nửa số faqih quyết định, việc xác nhận luật được Quốc hội thông qua phù hợp với Hiến pháp do quá nửa tổng số thành viên quyết định.
Trong trường hợp Hội đồng Giám hộ xác định luật trái với luật Hồi giáo và Hiến pháp thì Quốc hội xem xét lại đạo luật. Nếu Quốc hội không đồng ý với Hội đồng Giám hộ thì Hội đồng xác định lợi ích quốc gia giải quyết vấn đề.

### Giám sát hiến pháp
Hội đồng Giám hộ có quyền giải thích hiến pháp. Quyết định của Hội đồng Giám hộ phải được ít nhất ba phần tư số thành viên tán thành.

### Giám sát bầu cử
Từ năm 1991, ứng cử viên nghị sĩ Quốc hội, Hội đồng Giám hộ xác nhận tư cách của ứng cử viên tổng thống và ứng cử viên thành viên Hội đồng chuyên gia. Đối với các cuộc bầu cử lớn, Hội đồng Giám hộ thường loại bỏ hầu hết các ứng cử viên. Ví dụ: trong cuộc bầu cử tổng thống năm 2009, Hội đồng Giám hộ pháp chỉ xác nhận tư cách của bốn trong số 476 ứng cử viên.
Hội đồng Giám hộ có nhiệm vụ giám sát bầu cử Hội đồng chuyên gia, bầu cử tổng thống, bầu cử Quốc hội và trưng cầu ý dân. Hội đồng Giám hộ giải thích quyền giám sát là quyền giám sát chấp thuận (tiếng Ba Tư: نظارت استصوابی, đã Latinh hoá: naẓārat-e istiṣwābī), tức là quyền xác nhận kết quả bầu cử và tư cách của ứng cử viên, khác với quyền giám sát thông báo (tiếng Ba Tư: نظارت استطلاعی, đã Latinh hoá: naẓārat-e istitlā'ī) không có thẩm quyền xác nhận và quyền giám sát bằng chứng (tiếng Ba Tư: نظارت استنادی, đã Latinh hoá: naẓārat-e istinādī) phải có bằng chứng để bác kết quả bầu cử và tư cách của ứng cử viên.

## Cơ cấu tổ chức
Hội đồng Giám hộ gồm sáu faqih và sáu luật gia. Các faqih do Lãnh tụ Tối cao bổ nhiệm, miễn nhiệm, các luật gia do Quốc hội bầu ra theo đề cử của chánh án Iran. Nhiệm kỳ của thành viên Hội đồng Giám hộ là sáu năm, cứ ba năm thì một nửa số thành viên được bổ nhiệm lại.

## Thành viên

### Danh sách thành viên Hội đồng Giám hộ đương nhiệm
Phe nguyên tắc
| Họ tên | Họ tên                        | Hết nhiệm kỳ | Tham khảo |
| ------ | ----------------------------- | ------------ | --------- |
|        | Ahmad Jannati (Thư ký)        | 2028         | [ 25 ]    |
|        | Mehdi Shabzendedar Jahromi    | 2028         | [ 25 ]    |
|        | Mohammad-Reza Modarresi Yazdi | 2028         | [ 25 ]    |
|        | Ahmad Hosseini Khorasani      | 2025         | [ 25 ]    |
|        | Alireza Arafi                 | 2025         | [ 25 ]    |
|        | Ahmad Khatami                 | 2025         | [ 25 ]    |

| Họ tên | Họ tên                             | Hết nhiệm kỳ | Tham khảo |
| ------ | ---------------------------------- | ------------ | --------- |
|        | Siamak Rahpeyk (Phó Thư ký)        | 2028         | [ 25 ]    |
|        | Abbas-Ali Kadkhodaei               | 2028         | [ 25 ]    |
|        | Kheyrollah Parvin                  | 2028         | [ 25 ]    |
|        | Gholamreza Molabeygi               | 2025         | [ 25 ]    |
|        | Mohammad-Hassan Sadeghi Moghaddam  | 2025         | [ 25 ]    |
|        | Hadi Tahan Nazif (Người phát ngôn) | 2025         | [ 25 ]    |

### Danh sách cựu thành viên Hội đồng Giám hộ
| Họ tên | Họ tên                            | Giai doạn   | Giai doạn   | Giai doạn   | Giai doạn   | Giai doạn   | Giai doạn   | Giai doạn                      | Giai doạn   |
| Họ tên | Họ tên                            | 1980–86     | 1986–92     | 1992–98     | 1998–04     | 2004–10     | 2010–16     | 2016–22                        | 2022–00     |
| --- | --------------------------------- | ----------- | ----------- | ----------- | ----------- | ----------- | ----------- | ------------------------------ | ----------- |
| Faqih | Ahmad Jannati                     | Giữ chức vụ | Giữ chức vụ | Giữ chức vụ | Giữ chức vụ | Giữ chức vụ | Giữ chức vụ | Giữ chức vụ                    | Giữ chức vụ |
| Faqih | Mohammad Momen                    | —           | Giữ chức vụ | Giữ chức vụ | Giữ chức vụ | Giữ chức vụ | Giữ chức vụ | —                              | —           |
| Faqih | Mohammad Emami Kashani            | —           | Giữ chức vụ | Giữ chức vụ | —           | —           | —           | —                              | —           |
| Faqih | Gholamreza Rezvani                | —           | Giữ chức vụ | Giữ chức vụ | Giữ chức vụ | Giữ chức vụ | —           | —                              | —           |
| Faqih | Abolghasem Khazali                | —           | Giữ chức vụ | Giữ chức vụ | —           | —           | —           | —                              | —           |
| Faqih | Mahmoud Hashemi Shahroudi         | —           | —           | —           | —           | Giữ chức vụ | Giữ chức vụ | —                              | —           |
| Faqih | Abdolrahim Rabbani Shirazi        | Giữ chức vụ | —           | —           | —           | —           | —           | —                              | —           |
| Faqih | Lotfollah Safi Golpaygani         | Giữ chức vụ | —           | —           | —           | —           | —           | —                              | —           |
| Faqih | Yousef Sanei                      | Giữ chức vụ | —           | —           | —           | —           | —           | —                              | —           |
| Faqih | Mohammad Reza Mahdavi Kani        | Giữ chức vụ | —           | —           | —           | —           | —           | —                              | —           |
| Faqih | Mohammad Mohammadi Gilani         | —           | Giữ chức vụ | Giữ chức vụ | —           | —           | —           | —                              | —           |
| Faqih | Reza Ostadi                       | —           | —           | —           | Giữ chức vụ | —           | —           | —                              | —           |
| Faqih | Mohammad-Hassan Ghadiri           | —           | —           | —           | Giữ chức vụ | —           | —           | —                              | —           |
| Faqih | Hassan Taheri Khorramabadi        | —           | —           | —           | Giữ chức vụ | —           | —           | —                              | —           |
| Faqih | Mohammad Yazdi                    | —           | —           | —           | Giữ chức vụ | Giữ chức vụ | Giữ chức vụ | —                              | —           |
| Faqih | Mohammad Reza Modarresi-Yazdi     | —           | —           | —           | —           | Giữ chức vụ | Giữ chức vụ | Giữ chức vụ                    | Giữ chức vụ |
| Faqih | Mohammad Mehdi Rabbani-Amlashi    | Giữ chức vụ | —           | —           | —           | —           | —           | —                              | —           |
| Faqih | Sadegh Larijani                   | —           | —           | —           | —           | Giữ chức vụ | —           | Giữ chức vụ (cho đến năm 2021) | —           |
| Faqih | Mehdi Shabzendedar Jahromi        | —           | —           | —           | —           | —           | Giữ chức vụ | Giữ chức vụ                    | Giữ chức vụ |
| Faqih | Alireza Arafi                     | —           | —           | —           | —           | —           | —           | Giữ chức vụ                    | Giữ chức vụ |
| Faqih | Ahmad Khatami                     | —           | —           | —           | —           | —           | —           | Giữ chức vụ                    | Giữ chức vụ |
| Faqih | Ahmad Hosseini Khorasani          | —           | —           | —           | —           | —           | —           | Giữ chức vụ                    | Giữ chức vụ |
| Luật gia | Mohsen Hadavi                     | Giữ chức vụ | —           | —           | —           | —           | —           | —                              | —           |
| Luật gia | Mehdi Hadavi                      | Giữ chức vụ | —           | —           | —           | —           | —           | —                              | —           |
| Luật gia | Mohammad Salehi                   | Giữ chức vụ | Giữ chức vụ | —           | —           | —           | —           | —                              | —           |
| Luật gia | Ali Arad                          | Giữ chức vụ | Giữ chức vụ | —           | Giữ chức vụ | —           | —           | —                              | —           |
| Luật gia | Hossein Mehrpour                  | Giữ chức vụ | Giữ chức vụ | —           | —           | —           | —           | —                              | —           |
| Luật gia | Goudarz Eftekhar Jahromi          | Giữ chức vụ | —           | —           | —           | —           | —           | —                              | —           |
| Luật gia | Jalal Madani                      | —           | —           | Giữ chức vụ | —           | —           | —           | —                              | —           |
| Luật gia | Khosro Bijani                     | Giữ chức vụ | Giữ chức vụ | Giữ chức vụ | —           | —           | —           | —                              | —           |
| Luật gia | Hassan Fakheri                    | —           | Giữ chức vụ | Giữ chức vụ | —           | —           | —           | —                              | —           |
| Luật gia | Mohammad Reza Alizadeh            | —           | Giữ chức vụ | Giữ chức vụ | Giữ chức vụ | Giữ chức vụ | Giữ chức vụ | —                              | —           |
| Luật gia | Hassan Habibi                     | —           | Giữ chức vụ | Giữ chức vụ | Giữ chức vụ | —           | —           | —                              | —           |
| Luật gia | Ahmad Alizadeh                    | —           | Giữ chức vụ | Giữ chức vụ | —           | —           | —           | —                              | —           |
| Luật gia | Mohammad Reza Abbasifard          | —           | —           | Giữ chức vụ | Giữ chức vụ | —           | —           | —                              | —           |
| Luật gia | Reza Zavare'i                     | —           | —           | Giữ chức vụ | Giữ chức vụ | —           | —           | —                              | —           |
| Luật gia | Ebrahim Azizi                     | —           | —           | —           | Giữ chức vụ | Giữ chức vụ | —           | —                              | —           |
| Luật gia | Abbas-Ali Kadkhodaei              | —           | —           | —           | —           | Giữ chức vụ | —           | Giữ chức vụ                    | Giữ chức vụ |
| Luật gia | Gholamhossein Elham               | —           | —           | —           | —           | Giữ chức vụ | —           | —                              | —           |
| Luật gia | Abbas Ka'bi                       | —           | —           | —           | —           | Giữ chức vụ | —           | —                              | —           |
| Luật gia | Mohsen Esmaeili                   | —           | —           | —           | —           | Giữ chức vụ | Giữ chức vụ | —                              | —           |
| Luật gia | Mohammad Salimi                   | —           | —           | —           | —           | —           | Giữ chức vụ | —                              | —           |
| Luật gia | Siamak Rahpeyk                    | —           | —           | —           | —           | —           | Giữ chức vụ | Giữ chức vụ                    | Giữ chức vụ |
| Luật gia | Hossein-Ali Amiri                 | —           | —           | —           | —           | Giữ chức vụ | Giữ chức vụ | —                              | —           |
| Luật gia | Sam Savadkouhi                    | —           | —           | —           | —           | —           | Giữ chức vụ | —                              | —           |
| Luật gia | Nejatollah Ebrahimian             | —           | —           | —           | —           | —           | Giữ chức vụ | —                              | —           |
| Luật gia | Fazlollah Mousavi                 | —           | —           | —           | —           | —           | —           | Giữ chức vụ                    | —           |
| Luật gia | Mohammad Dehghan                  | —           | —           | —           | —           | —           | —           | Giữ chức vụ (cho đến năm 2021) | —           |
| Luật gia | Mohammad-Hassan Sadeghi Moghaddam | —           | —           | —           | —           | —           | —           | Giữ chức vụ                    | Giữ chức vụ |
| Luật gia | Hadi Tahan Nazif                  | —           | —           | —           | —           | —           | —           | Giữ chức vụ                    | Giữ chức vụ |
| Luật gia | Gholamreza Molabeygi              | —           | —           | —           | —           | —           | —           | Giữ chức vụ (từ năm 2021)      | Giữ chức vụ |
| Luật gia | Kheyrollah Parvin                 | —           | —           | —           | —           | —           | —           | —                              | Giữ chức vụ |
| Ghi chú: mỗi giai đoạn là một nhiệm kỳ sáu năm và số lượng thành viên trong một nhiệm kỳ có thể vượt quá số lượng thành viên tối đa vì một số thành viên được luân chuyển theo quy định của pháp luật. |                                   |             |             |             |             |             |             |                                |             |

## Chỉ trích

### Thiên vị Vệ binh Cách mạng Hồi giáo
Hội đồng Giám hộ thiên vị các ứng cử viên của Vệ binh Cách mạng Hồi giáo Iran hơn là các ứng cử viên phe cải cách, củng cố thế lực, ảnh hưởng của Vệ binh Cách mạng Hồi giáo Iran (tách biệt với Lực lượng Vũ trang Iran) đối với đời sống chính trị, kinh tế, văn hóa của Iran.

### Bác tư cách của ứng cử viên phe cải cách
Hadi Khamenei, anh trai của Lãnh tụ Tối cao Ali Khamenei và cố vấn của nguyên tổng thống Mohammad Khatami, nhận xét rằng Hội đồng Giám hộ đe dọa nền dân chủ Iran. Ông cho rằng Hội đồng Giám hộ đã bác tư cách của một số ứng cử viên phe cải cách một cách sai trái. Năm 1998, Hội đồng Giám hộ bác tư cách của một ứng cử viên thành viên Hội đồng chuyên gia vì "không đủ trình độ thần học".
Sau khi các ứng cử viên phe cải cách có kết quả tốt trong cuộc bầu cử Quốc hội năm 2000, Hội đồng Giám hộ đã bác tư cách của hơn 3.600 ứng cử viên phe cải cách, độc lập trong cuộc bầu cử Quốc hội năm 2004.
Trong cuộc bầu cử Hội đồng chuyên gia Iran năm 2006, Hội đồng Giám hộ bác tư cách của tất cả các ứng cử viên nữ.
Hội đồng Giám hộ bác tư cách nhiều ứng cử viên trong cuộc bầu cử Quốc hội năm 2008, một phần ba trong số họ là nghị sĩ Quốc hội khóa cũ mà Hội đồng Giám hộ trước đó đã xác nhận tư cách. Bộ Nội vụ Iran lý giải rằng những ứng cử viên này bị bác tư cách vì nghiện ma túy hoặc tham gia buôn lậu ma túy, có liên hệ với chính phủ của Shah, không tin vào hoặc thực hành không tốt Hồi giáo, "chống lại" chế độ Cộng hòa Hồi giáo hoặc có liên hệ với các cơ quan tình báo nước ngoài.

### Phủ quyết Quốc hội
Hội đồng Giám hộ thường xuyên phủ quyết các dự luật của Quốc hội về nữ quyền, cải cách bầu cử, cấm tra tấn và phê chuẩn các điều ước quốc tế về nhân quyền.

### Thiên vị phe bảo thủ
Hội đồng Giám hộ đã bị chỉ trích vì bác tư cách trúng cử của các ứng cử viên phe cải cách mà không cung cấp cơ sở pháp lý hoặc bằng chứng. Một số ví dụ bao gồm:
- Hủy bỏ kết quả bầu cử ở Khoy và Eslamabad-e Gharb vào năm 2000.[35]
- Hủy bỏ một số phiếu bầu của Rahman Kargosha trong cuộc bầu cử năm 2000 để tuyên bố người đương nhiệm bảo thủ là người trúng cử.[35]
- Hủy bỏ một số phiếu bầu của Alireza Rajaei trong cuộc bầu cử năm 2000 để tuyên bố người đương nhiệm bảo thủ là người trúng cử.[36]
- Bác tư cách trúng cử của Minoo Khaleghi, Khaled Zamzamnejad và Beytollah Abdollahi trong cuộc bầu cử Quốc hội năm 2016.[37][38][39]